# چارلز میزودی نجاپا
چارلز میزودی نجاپا (انگلیسی: 88-Keys؛ زادهٔ ۵ مارس ۱۹۷۶) موسیقی‌دان اهل ایالات متحده آمریکا است. وی از سال ۱۹۹۸ میلادی تاکنون مشغول فعالیت بوده‌است.